# Megarcys ochracea
Megarcys ochracea és una espècie d'insecte plecòpter pertanyent a la família dels perlòdids.

## Hàbitat
En el seu estadi immadur és aquàtic i viu a l'aigua dolça, mentre que com a adult és terrestre i volador.

## Distribució geogràfica
Es troba a Àsia: l'Extrem Orient Rus (incloent-hi Sakhalín, Kunaixir i el massís de l'Altai) i el Japó (Hokkaido).